# Стіл (покер)
Стіл (від англ. steal — красти) — тактичний метод у покері на префлопі, який полягає у крадіжці блайндів. Це рейз з пізньої позиції (катофф, баттон) або з малого блайнду після того, як ніхто не увійшов до банку, з метою забрати блайнди.
Стіл робиться, коли перед гравцем відсутні лімпери і як правило це блефовий рейз з рукою, якою не бажано грати. Якщо є лімпери, то ситуація для стілу вже невідповідна, оскільки вони можуть відповісти. Якщо це дуже лузові лімпери, яких не варто боятися, то це вже не стіл, а ізоляційний рейз, який робиться за своїми правилами.
Також є важливим, які опоненти сидять на пізніших позиціях. Якщо вони не захищають блайнди, то можна стілити часто і на майже будь-яких картах. Якщо ж опоненти постійно рестілять, то стілити не потрібно взагалі.
В турнірних іграх стіли на мікролімітах не мають сенсу, оскільки опоненти часто відповідають коллом або ререйзом.
Оскільки стіл — це в першу чергу блеф, рука тут має другорядне значення, але все ж вона повинна мати певний потенціал на випадок колла і необхідності подальшої гри на флопі (втім, чим вище ліміт, тим рідше опоненти будуть відповідати коллом, а частіше 3-бетом).
Також має значення імідж гравця за столом. Якщо гравець стілить на кожному колі, а то й по кілька разів за коло, то опоненти починають рестілити значно частіше. Тому тут треба знати міру (втім бувають опоненти, які не дивляться навколо, а грають тільки по карті — вони дуже зручні для частих стілів).